# Мисс Вселенная 1986
Мисс Вселенная 1986 (англ. Miss Universe 1986) — 35-й ежегодный конкурс красоты, проводился 21 июля 1986 года в ATLAPA Convention Center, в столице Панамы, Панама. За победу в нём соревновалось 77 претенденток. Победительницей стала представительница Венесуэлы — Барбара Паласиос Тейде.

## Результаты

### Места
| Место               | Участница |
| ------------------- | --- |
| Мисс Вселенная 1986 | - Венесуэла — Барбара Паласиос Тейде |
| 1-я Вице-мисс       | - США — Кристи Фихтнер |
| 2-я Вице-мисс       | - Колумбия — Мария Моника Урбина |
| 3-я Вице-мисс       | - Польша — Брыгида Бзюкевич |
| 4-я Вице-мисс       | - Финляндия — Туула Полви |
| Топ-10              | - Бразилия — Дейза Нуниш де Соуза - Заир — Эме Добала - Швейцария — Эвелин Гланцманн - Чили — Мариана Вильясанте - Пуэрто-Рико — Элизабет Робисон |

### Полуфинальные оценки
| \| Страна \| Средний балл, предварительно \| Интервью \| Купальник \| Вечернее платье \| Полуфинал, средний балл \| \| ----------- \| ---------------------------- \| ---------- \| ---------- \| --------------- \| ----------------------- \| \| Венесуэла \| 8.776 (2) \| 9.390 (1) \| 9.100 (2) \| 9.550 (1) \| 9.346 (1) \| \| США \| 8.950 (1) \| 8.880 (3) \| 9.380 (1) \| 9.490 (2) \| 9.250 (2) \| \| Польша \| 8.276 (7) \| 9.030 (2) \| 9.000 (3) \| 9.000 (6) \| 9.010 (3) \| \| Колумбия \| 8.310 (5) \| 8.850 (4) \| 8.620 (7) \| 9.340 (3) \| 8.936 (4) \| \| Финляндия \| 8.530 (3) \| 8.470 (5) \| 8.880 (4) \| 9.120 (5) \| 8.823 (5) \| \| Бразилия \| 8.289 (6) \| 8.175 (9) \| 8.810 (5) \| 9.160 (4) \| 8.715 (6) \| \| Заир \| 8.266 (8) \| 8.366 (6) \| 8.580 (8) \| 8.920 (7) \| 8.621 (7) \| \| Швейцария \| 8.256 (10) \| 8.020 (10) \| 8.740 (6) \| 8.870 (8) \| 8.543 (8) \| \| Чили \| 8.480 (4) \| 8.230 (8) \| 8.490 (9) \| 8.780 (9) \| 8.500 (9) \| \| Пуэрто-Рико \| 8.260 (9) \| 8.260 (7) \| 8.330 (10) \| 8.660 (10) \| 8.416 (10) \| | Победительница 1-я Вице-мисс 2-я Вице-мисс 3-я Вице-мисс 4-я Вице-мисс Топ-10 Полуфиналистки (#) Ранг в каждом туре конкурса |            |            |                 |                         |
| Страна | Средний балл, предварительно                                                                                                 | Интервью   | Купальник  | Вечернее платье | Полуфинал, средний балл |
| Венесуэла | 8.776 (2) | 9.390 (1)  | 9.100 (2)  | 9.550 (1)       | 9.346 (1)               |
| США | 8.950 (1) | 8.880 (3)  | 9.380 (1)  | 9.490 (2)       | 9.250 (2)               |
| Польша | 8.276 (7) | 9.030 (2)  | 9.000 (3)  | 9.000 (6)       | 9.010 (3)               |
| Колумбия | 8.310 (5) | 8.850 (4)  | 8.620 (7)  | 9.340 (3)       | 8.936 (4)               |
| Финляндия | 8.530 (3) | 8.470 (5)  | 8.880 (4)  | 9.120 (5)       | 8.823 (5)               |
| Бразилия | 8.289 (6) | 8.175 (9)  | 8.810 (5)  | 9.160 (4)       | 8.715 (6)               |
| Заир | 8.266 (8) | 8.366 (6)  | 8.580 (8)  | 8.920 (7)       | 8.621 (7)               |
| Швейцария | 8.256 (10) | 8.020 (10) | 8.740 (6)  | 8.870 (8)       | 8.543 (8)               |
| Чили | 8.480 (4) | 8.230 (8)  | 8.490 (9)  | 8.780 (9)       | 8.500 (9)               |
| Пуэрто-Рико | 8.260 (9) | 8.260 (7)  | 8.330 (10) | 8.660 (10)      | 8.416 (10)              |

### Специальные награды
| Премия                     | Участница                                                                                            |
| -------------------------- | --- |
| Лучший национальный костюм | - Панама — Гильда Гарсия Лопес - Бразилия — Дейза Нуниш де Соуза - Чили — Мариана Вильясанте Аравена |
| Мисс Конгениальность       | - Гуам — Дина Рейес Салас                                                                            |
| Мисс Фотогеничность        | - Италия — Сюзанна Хакстеп                                                                           |

### Топ
| 1. Бразилия 2. Колумбия 3. Пуэрто-Рико 4. США 5. Заир 6. Швейцария 7. Венесуэла 8. Польша 9. Финляндия 10. Чили | 1. США 2. Финляндия 3. Польша 4. Венесуэла 5. Колумбия |

## Фоновая музыка
- Открывающий номер: «Headed for the Future» — Нил Даймонд (Кавер-версия)
- Выход в вечерних платьях: «That’s what friends are for» и «You are so beautiful» — младшие сёстры

## Участницы
| - Аргентина — Мария де лос Анхелес Фернандес Эспадеро - Аруба — Милдред Жаклин «Джеки» Семелер - Австралия — Кристина Люсинда Букат - Австрия — Мануэла Редтенбахер - Багамские Острова — Мари Браун - Барбадос — Рослин Айрин Уильямс - Бельгия — Геделе Мария Ликенс - Белиз — Роми Эллен Таегар - Боливия — Элизабет О'Коннор Д'Арлах - Бразилия — Дейза Нуниш де Соуза - Виргинские Острова (Великобритания) — Шерен Десмона Флакс - Канада — Рене Ньюхаус - Чили — Мариана Вильясанте Аравена - Колумбия — Мария Моника Урбина Пуглиссе - Острова Кука — Лорна Сотелл - Коста-Рика — Аврора Веласкес Ариньо - Кот-д’Ивуар — Мари Франсуаза Куаме - Кюрасао — Кристина Джойс Дениз Сибило - Кипр — Кристина Вассалиаду - Дания — Хелена Кристенсен - Доминиканская Республика — Лиссетт Чаморро - Эквадор — Вероника Люсия Севилья Ледергербер - Сальвадор — Вики Элизабет Каньяс Альварес - Англия — Джоанна Рут Седжли - Финляндия — Туула Ирмели Полви - Франция — Кэтрин Кэрью - Гамбия — Роуз Мари Юнсон - ФРГ — Биргит Ян - Гибралтар — Гейл Энн Мэй Фрэнсис - Греция — Василия «Силия» Мантаки - Гуам — Дина Энн Рейес Салас - Гватемала — Криста Калула Велман Жирон - Нидерланды — Каролина Вельдкамп † - Гондурас — Сандра Натали Наваррете Ромеро - Гонконг — Робин Мэй Сан Ли - Исландия — Тора Трастардоттир - Индия — Mehr Jessia - Ирландия — Карен Энн Шевлин - Израиль — Нилли Друкер | - Италия — Сюзанна Хакстеп - Ямайка — Лилиана Антуанетта Сиснерос - Япония — Хироко Эсаки - Республика Корея — Пэ Ёнъ Ран - Ливан — Рейн Филипп Баракат - Люксембург — Мартина Кристина Жоржетта Пилот - Малайзия — Бетти Чи Нюк Пит - Мальта — Антуанетта Зерафа - Мексика — Алехандрина «Конни» Карранса Анчета - Новая Зеландия — Кристин Аткинсон - Северные Марианские Острова — Кристина Герреро - Норвегия — Тоне Анетт Хенриксен - Панама — Гильда Гарсия Лопес - Папуа — Новая Гвинея — Анна Уайлд - Парагвай — Йоханна Келмер Йоха - Перу — Карин Мерседес Линдеманн Гарсия - Филиппины — Виолета Асела Энрикес Налус - Польша — Брыгида Эльжбета Бзюкевич - Португалия — Мариана Диас Каррису - Пуэрто-Рико — Элизабет Робисон Латаллади - Реюньон — Женевьева Лебон - Шотландия — Натали М. Девлин - Сингапур — Фара Ланге - Испания — Консепсьон «Конча» Изабель Тур Эспиноса - Шри-Ланка — Индра Кумари - Швеция — Анне Лена Рамберг - Швейцария — Эвелин Николь Гланцманн - Таиланд — Тхавипорн Клунгпой - Тринидад и Тобаго — Кэндис Дженнингс - Турция — Демет Башдемир - Теркс и Кайкос — Барбара Булах Мэй Капрон - Уругвай — Норма Сильвана Гарсия Лапиц - США — Кристиана Крейн Фихтнер - Виргинские Острова (США) — Жасмин Оливия Тернер - Венесуэла — Барбара Паласиос Тейде - Уэльс — Трейси Роулендс - Самоа — Туи Кайе Хант - Заир — Эйми Ликобе Добала |

## Участие в других конкурсах красоты
- Мисс Мира
  - 1979: Американский Виргинские острова
  - 1985: Гибралтар, Швейцария (6-я Вице Мисс) и Теркс и Кайкос
  - 1986: Барбадос, Бельгия, Франция, Гамбия и Люксембург

- Мисс Интернешнл
  - 1985: Ирландия
  - 1986: Австралия, Австрия, Кот-д’Ивуар, Голландия (полуфиналистка) и Пуэрто-Рико (полуфиналистка)

## Международное вещание
Список стран, где транслировался конкурс красоты с указанием телеканалов:
| - Аргентина: América 2 - Аруба: P4A-TV - Австралия: Seven Network - Австрия: TW1 - Багамские Острова: ZNS-TV - Бермуды: ZBM-TV - Бельгия: VRT - Боливия: Unitel - Бразилия: SBT - Болгария: БНТ 1 - Канада: CBC Television - Чили: TVN - Колумбия: JES - Кюрасао: PJC-TV - Коста-Рика: Teletica - Кипр: RIK 1 - Дания: DR1 - Эквадор: Gamavision - Эстонская ССР: ETV - Финляндия: YLE TV1 - Франция: TF1 - ФРГ: ARD - Греция: ΕΤ1 - Гуам: KUAM-LP - Гаити: 4VMR-TV - Нидерланды: NPO 2 - Гондурас: Canal 11 - Гонконг: TVB Pearl - Венгрия: m1 - Венгрия: DD National - Ирландия: RTÉ One - Израиль: Первый канал - Италия: Rai 1 - Ямайка: Ination TV - Япония: ABC | - Республика Корея: KBS - Ливан: Télé Liban - Мартиника: Martinique 1re - Малайзия: TV1 - Мальта: TVM - Мексика: Televisa - Намибия: Namibia Broadcasting Corporation - Новая Зеландия: TV One - Северные Марианские Острова: WSZE - Норвегия: NRK1 - Панама: RPC Canal 4 - Парагвай: TV Cerro Cora - Перу: ATV - Филиппины: GMA Radio-Television Arts - Польша: TVP1 - Португалия: RTP1 - Румыния: TVR1 - СССР: ЦТ СССР - Южно-Африканская Республика: South African Broadcasting Corporation - Сингапур: SBC Fifth Frequency - Испания: La 1 - Шри-Ланка: Sri Lanka Rupavahini Corporation - Эсватини: SF 1 - Швеция: SVT1 - Китайская Республика: CTS - Таиланд: MCOT - Теркс и Кайкос: WIV-TV - Тринидад и Тобаго: CCN TV6 - Великобритания: BBC One - США: CBS - Виргинские Острова (США): WBNB-TV - Уругвай: TVN - Венесуэла: Venevisión |